# Delissea fauriei
Delissea fauriei är en klockväxtart som beskrevs av Augustin Abel Hector Léveillé. Delissea fauriei ingår i släktet Delissea, och familjen klockväxter. Inga underarter finns listade i Catalogue of Life.